# Trypanosomiasisimpfstoff
Ein Trypanosomiasisimpfstoff (synonym Trypanosomenimpfstoff, Trypanosomaimpfstoff) ist ein experimenteller Impfstoff gegen Trypanosomen, die Erreger der Chagas-Krankheit bzw. der Schlafkrankheit.

## Eigenschaften
Humanpathogene Trypanosomen umfassen den Erreger der Chagas-Krankheit, Trypanosoma cruzi, und den Erreger der Schlafkrankheit, Trypanosoma brucei. Im Jahr 1912 wurde erstmals von Blanchard eine Immunität gegen eine erneute Infektion mit T. cruzi beschrieben. Bisher wurde kein Impfstoff gegen Trypanosomen zugelassen. Im Zuge des Impfstoffdesigns werden als Antigene unter anderem die trans-Sialidasen, das Protein Tc24, das Variable Surface Glycoprotein und die Cysteinprotease Congopain untersucht.